# ホタルロード
『ホタルロード』は、原作：七月鏡一、作画：西沢一岐による日本の漫画作品。『週刊ヤングサンデー』（小学館）にて掲載された。単行本は全1巻。

## あらすじ
主人公・風猛蛍（かざらぎ ほたる）は、祖母と2人暮らし。父親は三星銀行コロンビア支店に単身赴任をしている銀行員で、帰ってくるのは蛍の誕生日のみだった。その父親が、本編開始1週間前にテログループに誘拐されたところから、物語は始まる。

## 登場人物

### メインキャラクター
風猛 蛍（かざらぎ ほたる）
本作の主人公で腰まで届くほどの髪の長い美少女。風猛 修一の一人娘。私立恒星高校の1年生で使用武器はスペツナズ・ナイフで右利き。部活は陸上部で、1年生にして期待のホープ。南米コロンビアのテログループに誘拐された父親が亡くなったことを知った日に、山神志郎と出会う。後に、志郎からテログループ（セルピエンテの蛇）によって、自分に懸賞金200万ドルが掛けられていることを知る。志郎のことを保護者の祖母に話そうとするが、懸賞金目当ての殺し屋に祖母を殺され、大切な人を守れるよう志郎から戦闘技術を学び、次第に真相に辿り着く。その後TV局で真実を報道してもらい、何処かへ旅立った模様。
山神 志郎（やまがみ しろう）
父親が雇った護衛者で、元殺し屋。使用武器はスペツナズ・ナイフで左利き。セルピエンテの蛇のお抱えの殺し屋であったが、本編3年前に、ボコタで妻はレイプされ、息子は臓器を取られた後に2人とも殺された。そのため蛍の父親から護衛の依頼があった時は、やり直すチャンスと考え依頼を引き受ける。その後、組織の追っ手から蛍を守るために命を落とす。

### サブキャラクター
風猛 修一（かざらぎ しゅういち）
風猛蛍の父親で三星銀行コロンビア支店の支店長。娘を大切に思っており家族関係は良好。本編開始時に、セルピエンテの蛇に誘拐された後、組織を裏切った山神志郎によって救出されるが出血多量により亡くなる。
蛍の祖母
風猛修一の母親で蛍の保護者。夫（蛍の祖父）は既に亡くなっている。行儀作法に厳しい。双子のコロンビア人によって殺される。
恵
蛍の友達のショートカットヘアの女の子。私立恒星高校の1年3組で蛍のクラスメート。

### 殺し屋
3人組の殺し屋
リーダーは狙撃銃を使う40代の小太りの男。残る2人はそれぞれ20代と30代で、パーカーを着て眼鏡をかけたトンファー使いと、スーツを着用し眼鏡をかけた暗器用のナイフを使う男達。蛍を短距離走の公式大会で暗殺しようとするが山神志郎によって瞬殺される。
ベンクマン
本名は不明。ゴーグルをつけた長身の男で、通称「首切りベンクマン」。時計に仕込んだ鋼の糸を武器に使う。NYマフィアでは有名で過去にFBIに3度捕まるが、凶器が見つからず証拠不十分で保釈されている経歴を持つ。懸賞金のために来日し、空港で待ち伏せしていた外事課の刑事をトイレで暗殺する。その後、蛍と遭遇するも志郎によって殺される。
双子のコロンビア人
坊主頭で太ったコロンビア人の2人組で手に蛇の入れ墨をしている。双子で互いにアラビアン風のナイフを武器として使用。志郎によって殺される。
セルピエンテの蛇の追跡者
蛍と交渉をしに来た6人ほどのグループ。リーダーは志郎の昔の弟子だった模様。